# Oliarus formosa
Oliarus formosa är en insektsart som beskrevs av Synave 1960. Oliarus formosa ingår i släktet Oliarus och familjen kilstritar. Inga underarter finns listade i Catalogue of Life.